# Мердинген
Мердинген (нем. Merdingen) — деревня в Германии, в земле Баден-Вюртемберг, районе Брайсгау — Верхний Шварцвальд.

## Климат

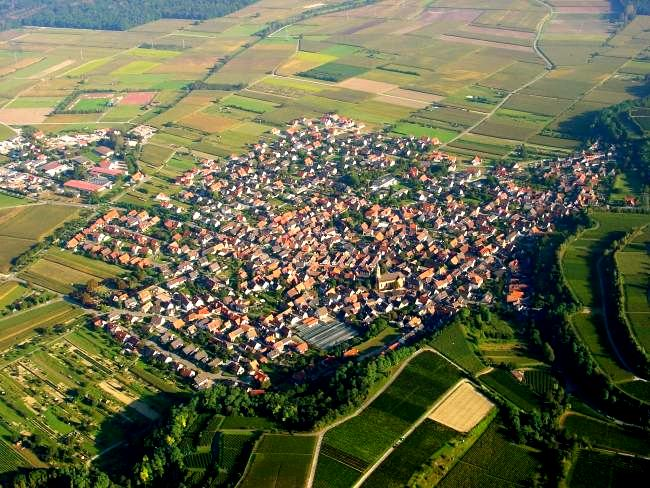
С высоты птичьего полета

Мердинген лежит на западном склоне Туниберга, низком горном хребте на Верхнерейнской равнине. Исключительно мягкий климат и плодородная вулканическая почва создают благоприятные условия для выращивания винограда, фруктов и спаржи.

## Персоны
Известный велосипедист Ян Ульрих некоторое время жил в Мердингене.